# Lathyrus annuus
Lathyrus annuus — вид рослин родини бобові (Fabaceae).

## Морфологія
Однорічна трав'яниста рослина. Стебла 40–100 см, сильно розгалужені. Пелюстки жовті. Плоди 50–70 × 9–11 мм, довгасті, голі, з 6–8 насінням. Насіння 4–6 мм, горбкувато-шорстке.

## Поширення, біологія
Північна Африка: Алжир [пн.]; Єгипет [пн.]; Лівія [пн.]; Марокко; Туніс. Азія: Афганістан; Кіпр; Іран; Ірак; Ізраїль; Йорданія; Ліван; Сирія; Туреччина; Азербайджан; Таджикистан; Туркменістан. Європа: Албанія; Болгарія; Колишня Югославія; Греція [вкл. Крит]; Італія [вкл. Сардинія, Сицилія]; Франція [вкл. Корсика]; Португалія [вкл. Мадейра]; Гібралтар; Іспанія [вкл. Балеарські острови, Канарські]. Населяє поля сільськогосподарських культур, дороги, схили, тінисті, вологі місця, переважно на лужних ґрунтах; 10–1200 метрів.
Цвітіння і плодоношення з квітня по червень.